# Wenkbrauwroodmus
De wenkbrauwroodmus (Carpodacus rodochroa) is een zangvogel uit de familie Fringillidae (Vinkachtigen).

## Verspreiding en leefgebied
Deze soort komt voor in de Himalaya van Kashmir tot zuidelijk Tibet.